# 希氏副牙脂鯉
希氏副牙脂鯉（学名：Parodon hilarii）為輻鰭魚綱脂鯉目脂鯉亞目下口半脂鯉科的其中一個種，分布於南美洲聖弗朗西斯科河流域，體長可達13.7公分，棲息在河川中底層水域，生活習性不明。